# Marie-Thérèse Figueur
Marie-Thérèse Figueur, född 17 januari 1774, död 4 januari 1861, var en berömd fransk militär.
Figeur blev tidigt föräldralös och togs om hand av sin morbror, Jean Viard, som var fänrik vid infanteriet i Dien. 1793 fick hon sin förmyndares tillstånd att värva sig till armén som soldat i Allobrogeslegionen, vilket under franska revolutionen var tillåtet för kvinnor. Hon tjänstgjorde sedan i franska armén under dess kampanjer i Rhen, Tyskland och Schweiz. Vid ett tillfälle räddade hon livet på general Nouguez under strid, och hon skadades vid belägringen av Toulon 1793. Hon fick smeknamnet Sans-Gêne. Hon blev 1815 tagen som krigsfånge av britterna, och fick avsked av Napoleon I. Hon gifte sig 1818 med en före detta kollega, Joseph Clement Melchior Sutter. 
Hennes memoarer publicerades 1840. Hon är förebilden för pjäsen Madame Sans-Gêne (1893) av Victorien Sardou och Émile Moreau. 